# Benito Vicetto
Benito Vicetto Pérez (Ferrol,  21 de Maio de 1824 - Ferrol, 28 de Maio de 1878) foi um historiador galego. 
De profissão militar, oficial de prisões, diretor da fábrica de moeda de Xubia e funcionário público de fazenda. 
Destacou sobretudo como historiador, com a obra Historia de Galicia (1865). Foi um autor literário fundamentalmente em língua espanhola (na qual cultivou a poesia, o romance, o teatro e o ensaio), escrevendo em galego três poemas (um poema romântico sem título, a Cantiga dos Borvoriños e Ti e eu. Sono dunha noite de vrao). Na sua poesia, recreia já o mundo fantástico que acharemos posteriormente em Eduardo Pondal, e a utilização de topônimos como se fossem os nomes de personagens lendários (traço que acharemos sistematicamente em Pondal).
Vicetto considerava-se o fundador do Regionalismo. Além disso, foi importante no (re)nascimento da historiografia galega.